# Orquesta Sinfónica de Brandenburgo
La Orquesta Sinfónica de Brandenburgo (en alemán: Brandenburger Symphoniker) es una orquesta sinfónica de Ciudad de Brandeburgo. Su sede es el CulturCongressCentrum en el Teatro de Brandeburgo.
Fue fundada en 1810 por músicos militares prusianos de alto rango de los regimientos de fusileros y granaderos. A partir de 1866, el exitoso conjunto de música se llamó a sí mismo Orquesta del Teatro de Brandenburgo. Después de la reunificación alemana, la orquesta recibió el nombre de Brandenburger Symphoniker.
Pertenece a las instituciones culturales del Estado de Brandeburgo y es la orquesta más antigua. La orquesta no solo está activa como orquesta sinfónica, sino también en representaciones de ópera y durante varios años ha estado tocando en producciones para el festival Kammeroper Schloss Rheinsberg. La Orquesta Sinfónica de Brandeburgo actúa regularmente en Berlín (Konzerthaus Berlin, Filarmónica de Berlín), Potsdam (Nikolaisaal), Frankfurt (Oder) (sala de conciertos) y otras ciudades del Estado de Brandeburgo, pero también ofrece actuaciones como orquesta invitada en Alemania y en el extranjero. La Orquesta Sinfónica de Brandenburgo es invitada habitual en el Festival MúsicaMallorca en Palma.
El Jacaranda Ensemble, fundado en 1997, es un conjunto instrumental alemán formado por músicos y solistas de la Orquesta Sinfónica de Brandenburgo.

## Directores
- 1945-1946: Martin Velins
- 1946-1950: Paul Schwob
- 1950-1955: Paul Diener
- 1955-1956: Willi Bantelmann
- 1957-1958: Hermann Josef Nellessen
- 1958-1959: Hans - Werner Nicolovius
- 1959-1964: Gerhard Wappler
- 1964-1967: Jochen Wehner
- 1967-1978: Rolf Rohde
- 1978-1985: Andreas Wilhelm
- 1985-1989: Christian Morgenstern
- 1990-1999: Heiko Mathias Förster
- 2000-2015: Michael Helmrath
- 2015-2020: Peter Gülke[7]
- 2020-presente: Olivier Tardy[8][5][9]